# Skate America de 2010
El Skate America de 2010 fue el Skate America de la temporada 2010/11. Organizado por la Asociación de Estados Unidos de Patinaje Artístico Sobre Hielo, fue el cuarto evento del Grand Prix de patinaje artístico de la temporada 2010/11, una serie de competiciones internacionales séniores solo accesibles mediante invitación.
El evento fue celebrado en el Rose Garden Arena en Portland, Oregón desde el 11 al 14 de noviembre de 2010. Se premiaron las discplinas masculina y femenina singular, parejas y danza sobre hielo. Los patinadores también ganaron puntos para la Final del Grand Prix.

## Participantes
| País            | Hombres                                          | Mujeres                                  | Parejas                                                                                     | Danza sobre hielo                                                                                        |
| --------------- | ------------------------------------------------ | ---------------------------------------- | ------------------------------------------------------------------------------------------- | --- |
| Bélgica         | Kevin van der Perren                             |                                          |                                                                                             | |
| Canadá          | Shawn Sawyer                                     | Amelie Lacoste                           | Kirsten Moore-Towers / Dylan Moscovitch                                                     | Vanessa Crone / Paul Poirier Kaitlyn Weaver / Andrew Poje                                                |
| República Checa | Michal Březina                                   |                                          |                                                                                             | |
| China           | Nan Song                                         |                                          | Wenjing Sui / Cong Han                                                                      | |
| Corea del Sur   |                                                  | Min-Jeong Kwak                           |                                                                                             | |
| Francia         |                                                  | Mae Berenice Meite                       |                                                                                             | |
| Georgia         |                                                  | Elene Gedevanishvili                     |                                                                                             | |
| Alemania        |                                                  |                                          | Aliona Savchenko / Robin Szolkowy                                                           | Stefanie Frohberg / Tim Giesen                                                                           |
| Italia          |                                                  | Carolina Kostner                         |                                                                                             | |
| Japón           | Nobunari Oda Daisuke Murakami Daisuke Takahashi  | Kanako Murakami                          |                                                                                             | Cathy Reed / Chris Reed                                                                                  |
| Kazajistán      | Denis Ten                                        |                                          |                                                                                             | |
| Reino Unido     |                                                  | Jenna Mccorkell                          | Stacey Kep / David King                                                                     | Penny Coomes / Nicholas Buckland                                                                         |
| Lituania        |                                                  |                                          |                                                                                             | Isabella Tobias / Deividas Stagniūnas                                                                    |
| Rusia           |                                                  |                                          | Ksenia Stolbova / Fiódor Klimov                                                             | |
| Suecia          | Adrian Schultheiss                               | Joshi Helgesson Viktoria Helgesson       |                                                                                             | |
| Estados Unidos  | Adam Rippon Armin Mahbanoozadeh Stephen Carriere | Rachel Flatt Alexe Gilles Caroline Zhang | Caydee Denney / Jeremy Barrett Marissa Castelli / Simon Shnapir Felicia Zhong / Taylor Toth | Lynn Kriengkrairut / Logan Giulietti-Schmitt Meryl Davis / Charlie White Maia Shibutani / Alex Shibutani |

## Resultados

### Hombres
| Pos. | Nombre               | País           | Puntos | Programa corto | Programa corto | Programa libre | Programa libre |
| ---- | -------------------- | -------------- | ------ | -------------- | -------------- | -------------- | -------------- |
| 1    | Daisuke Takahashi    | Japón          | 227,07 | 2              | 78,12          | 1              | 148,95         |
| 2    | Nobunari Oda         | Japón          | 226,09 | 1              | 79,28          | 2              | 146,81         |
| 3    | Armin Mahbanoozadeh  | Estados Unidos | 211,17 | 4              | 67,61          | 3              | 143,56         |
| 4    | Adam Rippon          | Estados Unidos | 203,12 | 3              | 73,94          | 7              | 129,18         |
| 5    | Daisuke Murakami     | Japón          | 203,00 | 5              | 67,01          | 4              | 135,99         |
| 6    | Kevin van der Perren | Bélgica        | 194,63 | 8              | 62,22          | 5              | 132,41         |
| 7    | Adrian Schultheiss   | Suecia         | 188,20 | 7              | 63,71          | 9              | 124,49         |
| 8    | Shawn Sawyer         | Canadá         | 186,62 | 11             | 56,94          | 6              | 129,68         |
| 9    | Stephen Carriere     | Estados Unidos | 184,20 | 10             | 59,14          | 8              | 125,06         |
| 10   | Song Nan             | China          | 180,10 | 9              | 62,21          | 10             | 117,89         |
| 11   | Denis Ten            | Kazajistán     | 176,11 | 6              | 64,5           | 11             | 111,61         |
| 12   | Viktor Pfeifer       | Austria        | 162,47 | 12             | 55,01          | 12             | 107,46         |

### Mujeres
| Pos. | Nombre               | País           | Puntos | Programa corto | Programa corto | Programa libre | Programa libre |
| ---- | -------------------- | -------------- | ------ | -------------- | -------------- | -------------- | -------------- |
| 1    | Kanako Murakami      | Japón          | 164,93 | 2              | 54,75          | 2              | 110,84         |
| 2    | Rachael Flatt        | Estados Unidos | 162,86 | 4              | 51,02          | 1              | 111,84         |
| 3    | Carolina Kostner     | Italia         | 154,87 | 1              | 60,28          | 6              | 94,59          |
| 4    | Joshi Helgesson      | Suecia         | 146,90 | 3              | 51,17          | 5              | 95,73          |
| 5    | Amélie Lacoste       | Canadá         | 146,68 | 6              | 50,55          | 4              | 96,13          |
| 6    | Viktoria Helgesson   | Suecia         | 142,26 | 12             | 41,91          | 3              | 100,35         |
| 7    | Elene Gedevanishvili | Georgia        | 139,36 | 8              | 94,09          | 7              | 48,27          |
| 8    | Maé Bérénice Méité   | Francia        | 137,05 | 7              | 94,59          | 8              | 45,27          |
| 9    | Caroline Zhang       | Estados Unidos | 132,49 | 5              | 50,66          | 10             | 81,83          |
| 10   | Jenna McCorkell      | Reino Unido    | 127,76 | 11             | 42,87          | 9              | 84,89          |
| 11   | Kwak Min-Jung        | Corea del Sur  | 125,21 | 10             | 44,41          | 11             | 80,8           |
| 12   | Alexe Gilles         | Estados Unidos | 122,46 | 9              | 44,86          | 12             | 77,6           |

### Parejas
| Pos. | Nombre                                  | País           | Puntos | Programa corto | Programa corto | Programa libre | Programa libre |
| ---- | --------------------------------------- | -------------- | ------ | -------------- | -------------- | -------------- | -------------- |
| 1    | Aliona Savchenko / Robin Szolkowy       | Alemania       | 197,70 | 1              | 63,99          | 1              | 133,71         |
| 2    | Kirsten Moore-Towers / Dylan Moscovitch | Canadá         | 175,48 | 2              | 61,64          | 2              | 113,84         |
| 3    | Sui Wenjing / Han Cong                  | China          | 170,07 | 4              | 57,53          | 3              | 112,54         |
| 4    | Caydee Denney / Jeremy Barrett          | Estados Unidos | 166,42 | 3              | 58,49          | 4              | 107,93         |
| 5    | Ksenia Stolbova / Fiódor Klimov         | Rusia          | 159,49 | 5              | 53,73          | 6              | 105,76         |
| 6    | Marissa Castelli / Simon Shnapir        | Estados Unidos | 153,33 | 7              | 47,24          | 5              | 106,09         |
| 7    | Felicia Zhang / Taylor Toth             | Estados Unidos | 126,70 | 6              | 48,13          | 7              | 78,57          |
| 8    | Stacey Kemp / David King                | Reino Unido    | 115,92 | 8              | 42             | 8              | 73,92          |

### Danza sobre hielo
| Pos. | Nombre                                       | País           | Puntos | Danza corta | Danza corta | Danza libre | Danza libre |
| ---- | -------------------------------------------- | -------------- | ------ | ----------- | ----------- | ----------- | ----------- |
| 1    | Meryl Davis / Charlie White                  | Estados Unidos | 156,68 | 1           | 63,62       | 1           | 93,06       |
| 2    | Vanessa Crone / Paul Poirier                 | Canadá         | 149,08 | 2           | 60,41       | 2           | 88,67       |
| 3    | Maia Shibutani / Alex Shibutani              | Estados Unidos | 144,81 | 4           | 56,46       | 3           | 88,35       |
| 4    | Kaitlyn Weaver / Andrew Poje                 | Canadá         | 142,34 | 3           | 59,48       | 4           | 82,86       |
| 5    | Yekaterina Riazánova / Iliá Tkachenko        | Rusia          | 137,14 | 5           | 55,52       | 5           | 81,62       |
| 6    | Lynn Kriengkrairut / Logan Giulietti-Schmitt | Estados Unidos | 130,72 | 6           | 52,13       | 6           | 78,59       |
| 7    | Cathy Reed / Chris Reed                      | Japón          | 113,39 | 8           | 44,40       | 7           | 68,99       |
| 8    | Penny Coomes / Nicholas Buckland             | Reino Unido    | 111,29 | 7           | 49,43       | 8           | 61,86       |
| 9    | Stefanie Frohberg / Tim Giesen               | Alemania       | 104,18 | 9           | 44,03       | 9           | 60,15       |

## Premios y puntos
En los eventos del Grand Prix, los cinco primeros clasificados obtienen un premio en metálico, y los ocho primeros, puntos de cara a la final del Grand Prix. Estos premios y puntos son los siguientes:
| Posición                                          | Recompensa | Puntos |
| ------------------------------------------------- | ---------- | ------ |
| 1.º                                               | 18 000 USD | 15     |
| 2.º                                               | 13 000 USD | 13     |
| 3.º                                               | 9 000 USD  | 11     |
| 4.º                                               | 3 000 USD  | 9      |
| 5.º                                               | 2 000 USD  | 7      |
| 6.º                                               |            | 5      |
| 7.º                                               |            | 4*     |
| 8.º                                               |            | 3*     |
| * = No aplicable a parejas y a danza sobre hielo. |            |        |